# NGC 4386
NGC 4386 est une galaxie lenticulaire située dans la constellation du Dragon. NGC 4386 a été découverte par l'astronome germano-britannique William Herschel en 1797.

## Caractéristiques

### Distance
Sa vitesse par rapport au fond diffus cosmologique est de1 721 ± 27 km/s, ce qui correspond à une distance de Hubble de 25,4 ± 1,8 Mpc (∼82,8 millions d'al).
À ce jour, huit mesures non basées sur le décalage vers le rouge (redshift) donnent une distance de 29,013 ± 10,913 Mpc (∼94,6 millions d'al), ce qui est à l'intérieur des valeurs de la distance de Hubble. Notons cependant que c'est avec la valeur moyenne des mesures indépendantes, lorsqu'elles existent, que la base de données NASA/IPAC calcule le diamètre d'une galaxie et qu'en conséquence le diamètre de NGC 4386 pourrait être d'environ 20,7 kpc (∼67 500 al) si on utilisait la distance de Hubble pour le calculer.

## Supernova
La supernova SN 2014bv a été découverte dans NGC 4386 le 18 juin par l'astronome amateur italien Giancarlo Cortini. Cette supernova était de type Ia.

## Groupe de NGC 4589
NGC 4386 est une galaxie brillante dans le domaine des rayons X et elle fait partie du groupe de NGC 4589 qui comprend au moins 17 autres galaxies brillantes également dans le domaine des rayons X soit NGC 4127, NGC 4133, NGC 4159, NGC 4291, NGC 4319, NGC 4331, NGC 4363, NGC 4589, NGC 4648, UGC 7086, UGC 7189, UGC 7238, UGC 7265, UGC 7844, UGC 7872 et UGC 7908.
Ce même groupe est aussi mentionné dans un article publié par A.M. Garcia en 1993, mais il ne comprend que 11 galaxies. Deux nouvelles galaxies qui ne brillent pas dans le domaine des rayons X y apparaissent, soit NGC 3901 et UGC 6996.
Abraham Mahtessian mentionne aussi l'existence de ce groupe, mais il n'y figure que 6 galaxies, soit NGC 4133, NGC 4159, NGC 4291, NGC 4319, NGC 4386 et NGC 4589.
La fusion des galaxies des trois sources donnent une liste de 19 galaxies pour le groupe de NGC 4589.